# ダッシュ&スピン 超速ソニック
『ダッシュ&スピン 超速ソニック』（ダッシュアンドスピン ちょうそくソニック）は、2002年2月号から2005年2月号まで『別冊コロコロコミック』で連載された春風邪三太作のギャグ漫画である。単行本は全2巻。現在、日本においてソニックシリーズがコミックス化されているのは本作のみである。
2003年7月30日発売の月刊コロコロコミックの増刊号『ギャグコロコミック』にも掲載された。
また、2020年には映画ソニック・ザ・ムービー公開記念としてコロコロコミックホームページ(コロコロオンライン)にて全話が期間限定公開された。

## 概要
セガのゲーム作品である、『ソニックシリーズ』を基にした作品である。物語はゲーム版やアニメ版とは全く関係は無く、キャラクターの設定や性格もかなり違っている。キャラクターのみを使用したオリジナルのギャグ漫画である。ギャグ漫画であるためか、複数話に跨る話はなく、一話完結形式の作品形態をとっている。
ティカル、クリーム、カオス、メタルソニック、ルージュは、本作には登場していないが、2巻の裏表紙のイラストには描かれている。
当時小学館から発売されたソニックシリーズの攻略本には、春風邪三太のショート漫画が掲載されていた。

## 登場人物
本漫画におけるキャラクターの特徴を記述する。前述したとおり、本作のキャラクター設定は原作とはかけ離れているため、あくまで本作のみの設定である。
ソニック
本作の主人公であり、世界最速のハリネズミ。1話から登場。
自由気ままな性格で、曲がったことが大嫌い。ダンスが趣味。原作と同じく、チリドッグが好物。毎回毎回、エッグマンと遊んでいるのか邪魔しあっているのか判らないやり取りを繰り広げる。エッグマンを舐めているのか、調子に乗ってエッグマンの罠に引っかかることが多い。テイルスを引きずりながらスキーで滑ったり、エミーの作った弁当を身も蓋も無い方法で処理したりと、かなり酷い一面がある。さらに、肝試しを食べ物だと思うなど、ギャグ漫画のキャラクターゆえの間抜けさを持つ。その一方で、海に投げ出された際、泳げないのに自分よりもエミーの救出を優先させるという仲間思いなところもある。
エッグマン
世界征服を企む悪の科学者。1話から登場。
彼にとって世界征服は趣味である。だが、本作で世界征服をしようとする描写は無く、ただ単にソニック達を陥れようとしているだけである。エッグマンがマヌケな悪巧みを思いつき、ソニックがその悪巧みに巻き込まれる（あるいはエッグマンの口車にのせられる）、というのが本作の基本的な流れである。なお、ギャグ漫画のキャラクターであるがゆえ、どんな悲惨な目にあっても決して死ぬことは無い。
テイルス
ソニックにあこがれている、やさしいキツネ。2話から登場。
彼にとって、ソニックは目標であり、いつもソニックと一緒にいる。尻尾をプロペラのように回転させて飛ぶことが出来る。原作と違い、機械いじりが好きという設定が無く、トルネードも出てこない。そのため、出番はかなり多いが、あまり活躍しているとは言えない。
ナックルズ
豪快でパワフルな赤いハリモグラ。3話から登場。
トレジャーハンターであり、初登場時はピラミッドで宝探しをしていたが、エッグマンがピラミッドごとさらったためソニックと再会することに。原作と違い、マスターエメラルドの守護者という設定はなく、エンジェルアイランドも出てこない。本作では、ときどき帽子を被って登場する。これらの理由からOVA版の設定に近いと言える。3話以降は毎回登場しているが、宝探しはやめたわけではなく、描かれていないところで時々宝探しに行っているようである。ギャグ漫画であるためか、ソニック同様マヌケなところが多い。
エミー
ハリネズミの女の子。4話から登場。
一人称は原作に準じて『あたし』。世話好きな性格であり、ソニック達のマヌケなやりとりにいつも振りまわされている。体重を気にしている描写があるのは原作どおりと言える。原作と違い、ソニックのことが好きという設定はないが、4話でソニックの自己犠牲な一面を見た際はソニックに好きと発言した。ところが、終盤は何故かシャドウに対して好意を持っていた。また、ハンマーを振り回すことも殆ど無かった。ギャグ漫画である本作では、どちらかと言うとツッコミ役である。
シャドウ
ソニックにそっくりな黒いハリネズミ。17話から登場。
一人称は原作とは異なり『オレ』。非常に口が悪く、ツッパリ道を地で行く男。性格は不良そのものであり、出会った人物にガンを飛ばす。自分のことを完璧にして究極、そしてカッコいい男と思っているナルシスト。エッグマンからソニックの話を聞き、対抗意識を燃やしてソニックに会いに来た。エッグマンはシャドウにソニックを倒してもらおうと思っていたが、シャドウは性格的にソニックと意気投合してしまい、次の日にはソニックと友達になっていた。終盤に登場したため、登場話数は僅か3話である。

## エピソード
- 第1話「ソニックさま登場!!」2002年2月号に掲載
- 第2話「どっちがいいコンビ!?」2002年4月号に掲載
- 第3話「本物はひと味ちがう...!?」2002年6月号に掲載
- 第4話「お宝争奪戦・イン・南の島!!」2002年8月号に掲載
- 第5話「恐怖!さまようキノコ人間」2002年10月号に掲載
- 第6話「乙女とハイテクダイエット!!」2002年12月号に掲載
- 第7話「一年の計は元旦に!!」2003年2月号に掲載
- 第8話「男ならだまされろ!!」2003年4月号に掲載
- 第9話「飛びだすか?やる気球」2003年6月号に掲載
- 第10話「きもだめしラブストーリー!?」2003年8月号に掲載
- 第11話「芸術を粉砕するぜ!」2003年10月号に掲載
- 第12話「開幕!?第1回ソニックバトル」2003年12月号に掲載
- 第13話「次期王さまはだれだ!?」2004年2月号に掲載
- 第14話「ナゾのタマゴの悲劇」2004年4月号に掲載
- 第15話「くしゃみ1回都市壊滅!?」2004年6月号に掲載
- 第16話「割るか、割られるか!!」2004年8月号に掲載
- 第17話「敵か味方か!?ツッパリ・シャドウ!」2004年10月号に掲載
- 第18話「超速映画、上映開始!!」2004年12月号に掲載
- 第19話（最終回）「ショーゲキのラストバトル!?」2005年2月号に掲載
- 「超速4コマだゼ!!!」ギャグコロコミックに掲載

## 書籍情報
1. 2003年6月28日発売 ISBN 9784091430816[2]
2. 2005年1月28日発売 ISBN 9784091430823 [3]